# Arvicanthis abyssinicus
Arvicanthis abyssinicus is een knaagdier uit het geslacht Arvicanthis dat voorkomt in de bergen van Ethiopië, op 1300 tot 3400 m hoogte. Het karyotype van deze soort bedraagt 2n=62, FN=68. Hoewel populaties uit allerlei andere delen van Afrika, tot Zambia aan toe, als deze soort zijn geïdentificeerd, is er geen bewijs dat hij ergens buiten Ethiopië voorkomt. Deze soort is waarschijnlijk het nauwste verwant aan de andere endemische Arvicanthis-soort uit Ethiopië, A. blicki. Deze twee zijn het nauwst verwant aan de koesoegrasrat (A. niloticus).
Arvicanthis abyssinicus · Arvicanthis ansorgei · Arvicanthis blicki · Arvicanthis nairobae · Arvicanthis neumanni · Koesoegrasrat (Arvicanthis niloticus) · Arvicanthis rufinus